# Une semaine de vacances (film)
Pour les articles homonymes, voir Une semaine de vacances.
Pour plus de détails, voir Fiche technique et Distribution.
Une semaine de vacances est un film français de Bertrand Tavernier sorti en 1980.

## Synopsis
Lyon, hiver 1980, une jeune enseignante, professeur de français, doutant d'elle-même et de sa vocation, prend une semaine d'arrêt de travail pour surmenage. Une semaine de réflexion sur sa vie et sa carrière.

## Fiche technique
- Réalisation : Bertrand Tavernier
- Assistants réalisateur : Jean Achache, Charlotte Trench
- Scénario et dialogues : Marie-Françoise Hans, Bertrand Tavernier, Colo Tavernier O'Hagan
- Photographie : Pierre-William Glenn
- Photographe de plateau : Carole Lange
- Format : Eastmancolor, 2,35 : 1, panavision large
- Son : Michel Desrois, mono
- Musique : Pierre Papadiamandis, chansons d'Eddy Mitchell
- Montage : Armand Psenny
- Décors : Jean-Baptiste Poirot
- Costumes : Yvette Bonnay
- Lieux de tournage : Lyon : Lycée Édouard-Herriot, Place Edgar-Quinet, parc de la Tête-d'Or, etc.
- Production : Bertrand Tavernier, Christine Gozlan pour Sara Films, Antenne 2, Little Bear
- Distribution : Parafrance Films
- Durée : 102 min
- Pays d'origine :  France
- Sortie en salle en France le 2 juin 1980
- Genre : Drame

## Distribution
- Nathalie Baye : Laurence Cuers
- Gérard Lanvin : Pierre
- Flore Fitzgerald : Anne
- Michel Galabru : Lucien Mancheron
- Philippe Léotard : le docteur Sabouret
- Jean Dasté : le père de Laurence
- Marie-Louise Ebeli : la mère de Laurence
- Philippe Delaigue : Jacques, le frère de Laurence
- Thierry Herbivo : Jean Mancheron, le fils de Lucien
- Catherine-Anne Dupperray : le professeur chahuté
- Philippe Noiret : Michel Descombes
- Sylvia Jouve : la petite fille
- Geneviève Vauzeilles : Lucie, la lycéenne
- Andre Mortamais : le client
- Christian Mur : le chauffeur de taxi
- Jean Sourbier : André
- Nils Tavernier : élève flemmard
- Henri Vart : client du taxi

## Tournage
Le film est tourné du 14 janvier au 23 février 1980.
Comme pour L'Horloger de Saint-Paul, l'action d'Une semaine de vacances se situe à Lyon. Dans le film, on remarque Philippe Noiret dans un petit rôle - celui de Michel Descombes - qu'il a tenu en 1973 dans L'Horloger de Saint-Paul où il incarnait le rôle principal. Bertrand Tavernier reconstitue le temps de cette scène de dîner le duo Galabru-Noiret qu'il avait fait jouer dans Le Juge et l'Assassin quatre ans auparavant.
Après un travelling panoramique aérien sur le Rhône, filmé à à contre-courant ; à hauteur du cours d'Herbouville, surgit sur l'écran une citation : « Éducation Nationale : Tout condamné à vivre aura la tête bourrée », due à Jacques Prévert. Notons d'autre part, que le Pont Winston-Churchill, traversé par la Citroën Méhari de Pierre (Gérard Lanvin), le compagnon de Laurence (Nathalie Baye) nous apparaît, tel qu'il était encore à cette époque, c'est-à-dire une construction métallique à trois arches. En 1983, il devient un pont en béton précontraint.

## Commentaire
À l'origine du film de Bertrand Tavernier, l'ouvrage Je suis comme une truie qui doute de Claude Duneton. Professeur d'anglais, l'auteur de ce court récit livre, tout à la fois, un témoignage et une réflexion sur son propre métier. Enthousiasmé, le réalisateur souhaite adapter cette histoire en la transposant sur un personnage féminin. Claude Duneton n'y est pas opposé, mais lui conseille, toutefois, de travailler avec une enseignante, Marie-Françoise Hans. Celle-ci va donc participer à la mise au point du scénario. Après avoir rencontré et écouté de nombreux enseignants, Bertrand Tavernier choisit finalement de resserrer et d'élargir son sujet. Il concentre son intérêt sur le protagoniste essentiel du drame, Laurence (Nathalie Baye), professeur en déprime. Dans le même temps, il ouvre son film à toute la vie d'un personnage et de son environnement, « refusant de se cantonner à son métier d'enseignante ».
« Tous mes films s'appuient sur des doutes », affirme Bertrand Tavernier. Une semaine de vacances expose effectivement deux faces du doute. D'abord, celui d'une enseignante, Laurence, professeur de français, face à son métier et à qui son médecin, lui prescrivant une semaine de repos, lui dit : « C'est les maths qu'il faut enseigner, çà c'est du solide ! Même après Mai 68, un angle droit est resté à 90° ! » ou encore, à propos de l'enseignement dispensé aux élèves : « Leur apprend-on toujours Heredia ? Est-il toujours au potage ? »  Laurence confiant, plus tard, à son partenaire (Gérard Lanvin) : « Plus tu leur donnes l'occasion de s'exprimer, plus c'est nul. » Ensuite, le doute perçu comme enjeu essentiel de l'éducation. « Faut-il apprendre une vérité ou apprendre à chercher la vérité ? Ce doute-là est au cœur du film comme il était l'interrogation essentielle du livre de Claude Duneton. » Dans le film, ce débat est traduit, entre autres, par la discussion entamée entre Laurence et Anne (Flore Fitzgerald) sur la nécessité du doute, condition préalable à un bon enseignement. Ce à quoi, Pierre (Gérard Lanvin) rétorque : « Douter, c'est un luxe. Au départ, les gosses, ce qu'ils ont besoin, c'est la certitude. Si tu leur en donnes pas, t'en feras jamais des gens qui savent douter [...] mais une génération de paumés. »
« Racontant l'histoire d'un prof, le film ne se désintéresse pas des élèves. Les enfants sont omniprésents, sans pourtant que le film crée d'opposition entre leur monde et celui des adultes. [...] L'avenir des enfants est une question angoissante pour tous les adultes du film », juge Jean-Dominique Nuttens. Celui-ci note, par ailleurs, que « les enfants dans l'œuvre de Bertrand Tavernier sont toujours regardés dans leurs rapports avec les adultes, très souvent pour montrer le mal qui leur est fait : [...] enfants qui ne se croient pas intelligents » en ce qui concerne Une semaine de vacances :  Lucie (Geneviève Vauzeilles), en particulier, « chrysalide que l'école ne parvient pas à percer ». On verra, dès le pré-générique, en signe d'amour et d'admiration une affiche de L'Incompris de Luigi Comencini, incontestable cinéaste du monde de l'enfance, sur laquelle la caméra pose son regard dans l'appartement de Laurence.
Enfin, donnée incontournable : « Bertrand Tavernier a choisi de filmer à Lyon ce moment de flottement dans la vie d'un être, Lyon dont l'atmosphère [...] s'accorde parfaitement à l'esprit du personnage. Avec  son chef-opérateur, Pierre-William Glenn, il a su rendre cette qualité dissolvante de l'atmosphère (évoquée par Gabriel Chevallier), ces jeux du ciel flou, choisissant de filmer cette histoire intimiste et ténue en format scope, celui des grands espaces, des passions violentes. » Le rapport à la cité lyonnaise est, de surcroît, inverse à celle de L'Horloger de Saint-Paul. « La vue emblématique s'est modifiée. Tavernier inverse même la structure du plan : au lieu de quitter son personnage pour projeter la caméra sur le décor, il part d'un paysage réduit à ses lignes fantomatiques (un brouillard noie  Saint-Paul et la lointaine passerelle Saint-Vincent) et se recentre peu à peu sur le jardin des hauteurs où déprime la jeune femme », écrit Philippe Roger.
Rappelons, en guise de conclusion, ce que Bertrand Tavernier dira, plus tard, au moment du tournage de Lyon, le regard intérieur : « Dans les moments de doute, de remise en question ou d'angoisse, j'éprouve souvent le besoin de revenir me promener à Lyon, de revenir filmer à Lyon. » Au cours de cette semaine de vacances, Laurence (Nathalie Baye), traversée par l'incertitude, arpente les rues de la cité, à la quête d'une nouvelle raison de vivre.